# مالک‌آباد (بم)
مالک‌آباد روستایی در دهستان دریجان، بخش مرکزی، شهرستان بم، استان کرمان، کشور ایران است.

## جمعیت
بر پایه سرشماری عمومی نفوس و مسکن در سال ۱۳۹۵ جمعیت این مکان ۸ نفر (۵ خانوار) بوده‌است.